# Jaba Kankava
Jaba Kankava (em georgiano: ჯაბა კანკავა; Tbilisi, 18 de março de 1986) é um futebolista georgiano que atua como volante. Atualmente defende o Dinamo Tbilisi.

## Carreira
Durante um jogo em março de 2014, o jogador Oleh Husev colidiu com o goleiro Denys Boyko, caindo desacordado. Kankava correu até o seu adversário, e percebendo que este não estava respirando, utilizou as mãos para abrir sua boca; desobstruindo a via respiratória, bloqueada provavelmente pela língua. Logo após a ação de Kankava, Oleh Husev acordou e começa a tossir e a se debater violentamente.